# Reinhard Rauball
Reinhard Rauball (ur. 25 czerwca 1946 w Northeim) – niemiecki polityk, prawnik i działacz sportowy. Prezes występującego w Bundeslidze klubu piłkarskiego Borussia Dortmund. Posiada stopień naukowy doktora prawa.

## Kariera
Od roku 1972 pracuje w zawodzie prawnika, był wykładowcą na Ruhr-Universität Bochum. Najsłynniejsza jego sprawa, którą wygrał, dotyczyła Katrin Krabbe oskarżonej o handel narkotykami.
Od 1 marca 1999 do 8 marca 1999 roku główny prawnik landu Nadrenia Północna-Westfalia. Tydzień po przyjęciu nominacji zrezygnował ze stanowiska, ponieważ objął posadę w radzie nadzorczej amerykańskiej firmy Eurogas.
Udziela się w sporcie. W latach 1972–1982, 1984–1986 oraz od 2004 do dziś jest prezesem Borussii Dortmund, zaś w latach 1986–2004 pracował na stanowisku wiceprezesa tego klubu.
Dziś wraz z Albrechtem Knaufem oraz Reinhaldem Lunowem tworzy dyrekcję BVB.
7 sierpnia 2007 roku Rauball został wybrany przewodniczącym 'Ligi 36', czyli przedstawicieli klubów I i II Bundesliga.
Reinhard Rauball jest żonaty i ma dwie córki.